# Suliszewice (województwo łódzkie)
Suliszewice – wieś w Polsce położona w województwie łódzkim, w powiecie sieradzkim, w gminie Błaszki.

## Historia
Pierwsza wzmianka prawdopodobnie z 1136 r. Na przełomie XVIII/XIX w. należała do Biernackich h. Poraj. Jej właścicielem był również generał Gabriel Józef Alojzy Biernacki.
W latach 1975–1998 miejscowość położona była w województwie sieradzkim.